# Амджад Абу Алала

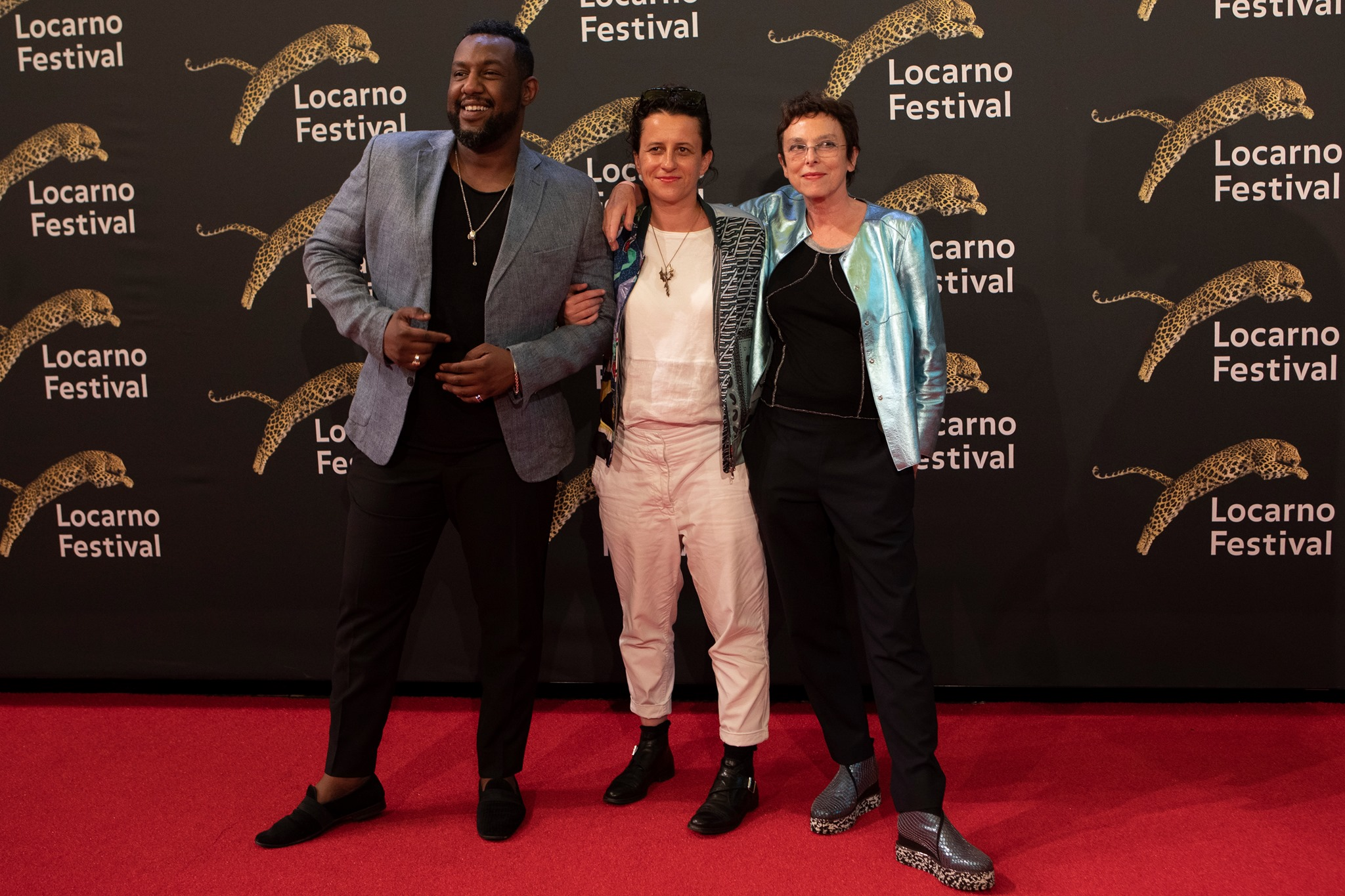
Амджад Абу Алала (слева) в составе жюри дебютных фильмов на кинофестивале в Локарно, 2021 год.

Амджад Абу Алала (араб. أمجد أبو العلا‎; род. в Дубае) — суданский кинорежиссёр и сценарист, родившийся и живущий в Объединенных Арабских Эмиратах. Мировую известность ему принёс его первый полнометражный фильм «Ты умрёшь в 20», снятый в 2019 году. Эта картина стал первым фильмом, представленным Суданом на соискание премии «Оскар» в категории «Лучший иностранный художественный фильм». Хотя его фильм и не попал в шорт-лист этой номинации, он был отмечен наградами на международных кинофестивалях и тепло воспринят кинокритиками.

## Биография и карьера
Амджад Абу Алала родился в ОАЭ в семье выходцев из Судана и вырос в Дубае. Он изучал медиа и средства коммуникации в Университете ОАЭ. Первые свои документальные фильмы он снимал для нескольких арабских и западных телеканалов. До 2019 года Амджад Абу Алала успел создать ещё четыре короткометражных фильма.
Для съёмок своего первого полнометражного фильма Абу Алала отправился на историческую родину — в Судан. Его родители происходили из города Вад-Медани, расположенном на востоке страны, и Абу Алала хотел исследовать свои корни. При выборе сюжета, подходящего не только для суданской аудитории, но и для зрителей всего мира, он остановился на рассказе суданского писателя Хаммура Зиады, написанном в 2014 году.
В августе 2019 года его полнометражный фильм «Ты умрёшь в 20» был представлен и отмечен наградами на Венецианском международном кинофестивале в рамках конкурса «Дни Венеции». В сентябре 2019 года он также демонстрировался на кинофестивале в Торонто.
По случайному стечению обстоятельств съёмки фильма «Ты умрёшь в 20» происходили во время суданской революции, направленной против диктатора Омара аль-Башира, который был свергнут военными во время демонстраций в апреле 2019 года после почти 30-летнего периода управления страной. Это сулило большие проблемы для всей съёмочной группы, связанные не только с правительственными ограничениями, но и потому, что в Судане не было киноиндустрии как таковой. Им пришлось везти в Судан несколько тонн оборудования, необходимого для съёмок.
В качестве продюсера Абу Алала в сотрудничестве с Институтом кино Дохи создал творческую лабораторию и снял пять короткометражных фильмов.
В 2013 году Абу Алала получил награду за лучший арабский театральный сценарий за свою работу «Яблочные пироги». Занимаясь продвижением суданского кинематографа, он также участвовал в отборе на Суданский независимый кинофестиваль в Хартуме и работал в Институте арабского кино.
В 2021 году Амджад Абу Алала был включён в жюри одной из секций 74-го кинофестиваля в Локарно, проходившего с 4 по 14 августа.

## Фильмография
- 2004: Кофе и апельсины (короткометражный)
- 2005: Птичьи перья (короткометражный)
- 2009: Тина (короткометражный фильм)
- 2012: Студия (короткометражный)
- 2019: Ты умрёшь в 20 (полнометражный художественный фильм)